# Lokhandwala Minerva
Le Lokhandwala Minerva est un gratte-ciel résidentiel en construction à Mumbai en Inde. Ils s'élèvera à 296 mètres Son achèvement est prévu pour 2023.